# 18 Мелпомена
(18) Мелпомена е голям, светъл астероид от основния пояс. Съставен е от силикати и метал.
Открит е от Дж. Р. Хинд на 24 юни 1852 и наречен на Мелпомена, музата на трагедията в гръцката митология.
Мелпомена закрива звездата SAO 114159 на 11 декември 1978. Засечен е възможен естествен спътник на Мелпомена с диаметър най-малко 37 km. Кандидат спътникът носи условното име S/1978 (18) 1.
Мелпомена е била наблюдавана от телескопа Хъбъл през 1993 г.